# Антонова Інна Анатоліївна
Інна Анатоліївна Антонова (рос. Инна Анатольевна Антонова; 27 жовтня 1928, Омськ — 19 вересня 2000) — українська радянська вчена, археолог, музейниця; заслужений працівник культури УРСР від 1967 року.

## Біографія
Народилася 27 жовтня 1928 року в Омську в сім'ї архітектора і виховательки дитячого будинку. 1951 року з відзнакою закінчила Ленінградський університет. У 1952—1955 роках працювала на місці затоплюваного Каховського водосховища. Потім — в Херсонському облвиконкомі спочатку старшим інструктором по музеях і охороні пам'ятників, а потім завідувачкою обласного відділу культурно-просвітницьких установ Херсонської області.
У 1955–1971 роках — директор, у 1971–1980 роках — заступник директора і в 1980–1985 роках знову директор Херсонеського історико-археологічного музею. Активно досліджувала фортифікаційні споруди Херсонеса, в тому числі і підводні. За результатами досліджень вона опублікувала близько 70 наукових робіт.
У 2000 році Президентом України їй була призначена довічна державна пенсія. Померла 19 вересня 2000 року.